# Хобби, Глэдис Лаунсбери
Глэдис Лаунсбери Хобби (19 ноября 1910, Нью-Йорк, Нью-Йорк — 4 июля 1993, Пенсильвания) — американский микробиолог, чьи исследования сыграли ключевую роль в разработке и понимании антибиотиков. Её работа превратила пенициллин из лабораторного эксперимента в лекарство массового производства во время Второй мировой войны.

## Жизнь и карьера
Хобби родилась в районе Вашингтон-Хайтс в Нью-Йорке и была одной из двух дочерей Теодора Ю. Хобби и Флоры Р. Лаунсбери. Её мать преподавала в системе государственных школ Нью-Йорка, а отец был близким соратником филантропа и коллекционера Бенджамина Альтмана. Теодор руководил коллекцией Бенджамина Альтмана в Метрополитен-музее. После окончания средней школы в Уайт-Плейнс, Нью-Йорк 9, Хобби окончила Вассарский колледж в 1931 году со степенью в области химии, и далее в 1935 году получила докторскую степень Колумбийского университета по бактериологии. Хобби написала докторскую диссертацию по медицинскому использованию непатогенных организмов.
Хобби с 1934 по 1943 год работала в Пресвитерианском госпитале и Колумбийской медицинской школе, где присоединилась к исследовательской группе Колумбийского колледжа врачей и хирургов, которая изучала возможности применения пенициллина человеком. Впервые препарат был открыт в 1928 году шотландским врачом и бактериологом Александром Флемингом. Для своих исследований она начала в значительных количествах выращивать пенициллин вместе со своими коллегами, доктором Карлом Мейером, биохимиком, и доктором Мартином Генри Доусоном, клиницистом и адъюнкт-профессором медицины. Вместе они работали над определением заболеваний, вызываемых гемолитическим стрептококком, а затем над усовершенствованием пенициллина. Одновременно Хобби также работала в пресвитерианской больнице в Нью-Йорке. Она покинула Колумбийский университет в 1944 году после смерти Доусона, чтобы работать в Pfizer Pharmaceuticals в Нью-Йорке, где исследовала стрептомицин и другие антибиотики.
В 1959 году Хобби покинула Pfizer, чтобы специализироваться на хронических инфекционных заболеваниях в качестве руководителя исследований в больнице Управления по делам ветеранов в Ист-Ориндже, штат Нью-Джерси. Там она также работала над такими темами, как бактериофаги, вариации бактерий и ферменты, стрептококки, химиотерапия инфекционных заболеваний, иммунизирующие агенты и безмикробная жизнь. Хобби также в течение 18 лет работала ассистенткой профессора клинических исследований в области общественного здравоохранения в Медицинском колледже Корнельского университета. В 1963 году Хобби стала президентом Нью-Йоркской противотуберкулёзной ассоциации; она первая женщина, получившая этот титул. Кроме того, она была почётным членом Американского общества микробиологии, Американской ассоциации пульмонологов и Американского торакального общества. В 1972 году она основала ежемесячное издание «Антимикробные агенты и химиотерапия» и продолжала его редактировать в течение восьми лет. Основную карьеру закончила в 1977 году. На пенсии Хобби написала более 200 статей, работая консультанткой и внештатной научной писательницей. Она также в 1985 году опубликовала книгу «Penicillin: Meeting the Challenge», в которой описала путь пенициллина из лаборатории на фабрику. Она подчеркнула срочность путешествия пенициллина и сравнила его с Манхэттенским проектом по его важности для военных действий.
Хобби умерла от сердечного приступа 4 июля 1993 года в своём доме в пенсионном сообществе Кросслендс на Кеннетт-сквер, штат Пенсильвания. На момент смерти ей было 82 года.

## Ключевой вклад и влияние
Хобби известна своей работой по созданию формы пенициллина, которая была эффективна для людей. В 1940 году Хобби и её коллеги, доктор Карл Мейер и доктор Мартин Генри Доусон, написали Хоуарду Флори и Эрнсту Чейн, чтобы получить образец пенициллина. Они наивно решили сделать немного пенициллина и вскоре стали экспертами в процессе ферментации и начали перерабатывать его в лекарство. Хобби, Мейер и Доусон провели первые испытания пенициллина на людях в 1940 и 1941 годах, прежде чем представить их в Американском обществе клинических исследований. Они обнаружили, что пенициллин был мощным убийцей микробов, который уменьшал тяжесть инфекционных заболеваний и делал возможными такие процедуры, как трансплантация органов и операции на открытом сердце. Их результаты получили освещение в СМИ, что помогло привлечь финансирование от правительства Соединённых Штатов для массового производства пенициллина во время Второй мировой войны, что спасло жизни многих солдат.
В Pfizer Хобби проделала обширную раннюю работу над террамицином и виомицином, используемыми для лечения туберкулёза. Будучи специалисткой в области антимикробной терапии, она была одной из первых, кто исследовал действие этих препаратов в организме человека.